# Flabiol
El flabiol es un instrumento musical de viento madera , de la familia de las flautas de pico, emparentado especialmente con la subfamilia de las denominadas flautas de tres agujeros. Destaca por su corta medida y se maneja con una sola mano, la izquierda. El que toca el flabiol se llama flabiolista o flabiolaire; la otra mano se utiliza para hacer sonar su percusión que acostumbra a ser un timbal, bombo o tamboril. 
Mide unos 20 – 25 centímetros de largo y tiene cinco o seis agujeros arriba y tres debajo.
Se distinguen, el flabiol seco que está desprovisto de llaves y, pese a ser el más desconocido, es el más tradicional; y el flabiol de claves o flabiol de cobla que es el que se utiliza para las sardanas y otros grupos de música tradicional.
En la sardana el flabiol va acompañado por un tamboril que se sostiene con el codo izquierdo y se golpea con la mano derecha. Todas las sardanas empiezan con una introducción interpretada por un flabiol.
Su zona geográfica tradicional se extendería desde el sur de España hasta el Rosellón, y desde la Franja Oriental de Aragón hasta las islas Baleares, donde se utiliza también como instrumento solista con melodías propias.
Aparte de formar grupo con las coblas de sardanas, se puede encontrar también en la media cobla, formada por un sac de gemecs o cornamusa y un flabiol, y en la cobla de tres cuartos formada por una tarota o tible, flabiol y sac de gemecs.

## Afinación
En su gran mayoría, los flabioles están afinados en fa (brillante o normal), si bien existen otras afinaciones como: Re, Mib, Mi, Fa# y Sol#.
En la actualidad se elaboran en casi todos los tonos, existiendo algunos que se construyen, con gran éxito, en toda la gama: Do, Re, Mi, Fa, Sol, La, Si.
La música del flabiol se escribe en clave de sol y una octava más baja de su sonido real. En Cataluña se considera un instrumento transpositor y cuando un flabioler lee la partitura es una 11a. justa.

## Flabiolaires

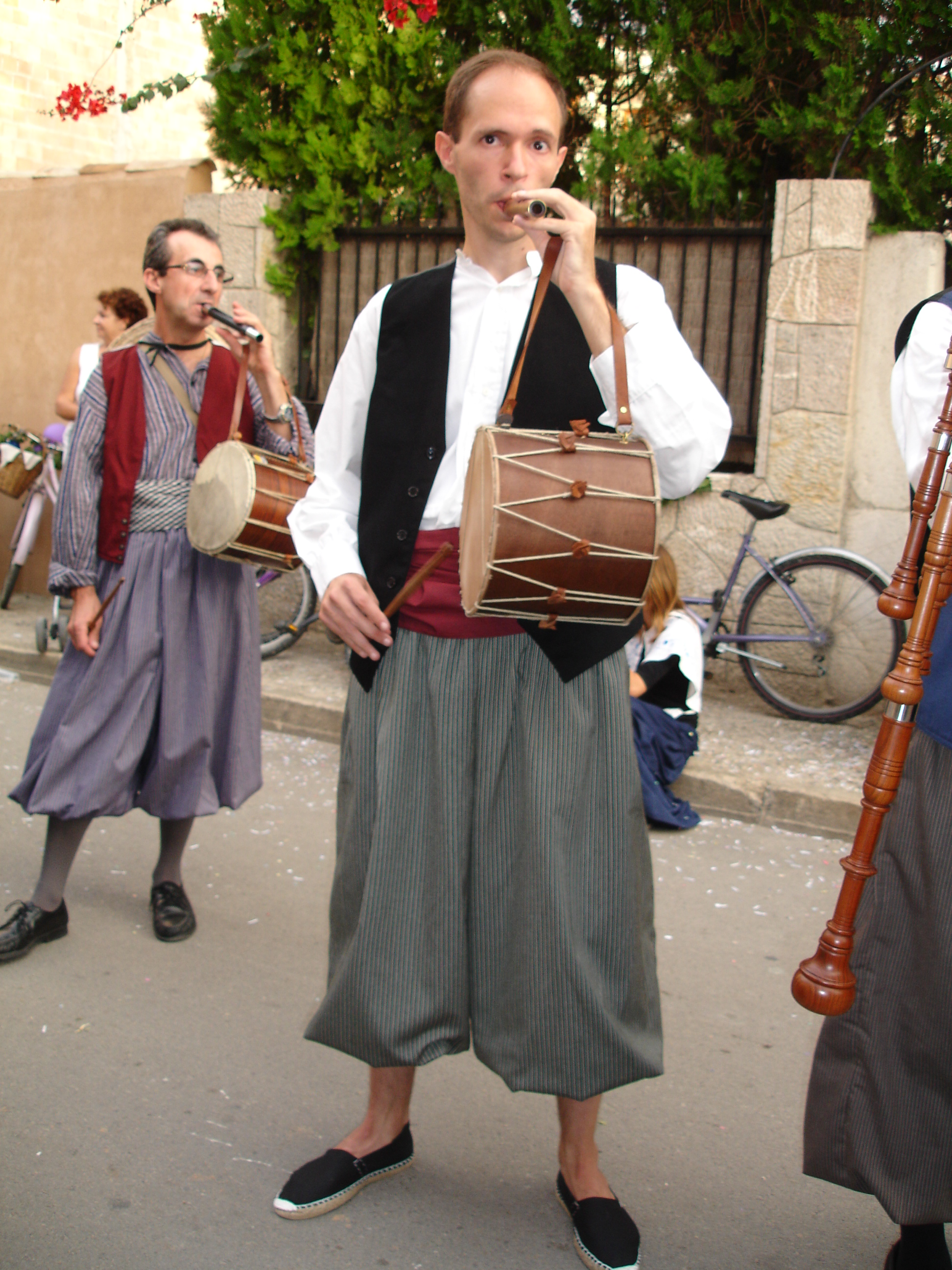
Un flabiolaire con su tambor en Binisalem (Mallorca).

Los flabiolaires más conocidos de referencia son:
- Quirze Perich (Mataró).
- Los hermanos Calpés (Fogueres de Montsoriu).
- Josep Prims (Hostalets de Balenyà).
- Josep Verdaguer, “Roviretes” (Folgarolas).
- Pere Bestard Filo (Santa María del Camino)

Actualmente hay una multitud de agrupaciones y flabiolaires que velan por la tradición y la forma de tocar el instrumento, entre ellos:
- Els Garrofers.
- Carlos Mas.
- Juan Moliner.
- "Bufalodre".

.

## Luthiers
Al ser un instrumento tradicional, el flabiol ha de estar construido artesanalmente por un luthier. El más conocido es Pau Orriols, de Vilanova i La Geltrú a Catalunya i Guillem Horrach en Mallorca.